# Copidita thonalmus
Copidita thonalmus is een keversoort uit de familie schijnboktorren (Oedemeridae). De wetenschappelijke naam van de soort is voor het eerst geldig gepubliceerd in 1936 door Darlington.